# Pengaradan
Pengaradan is een bestuurslaag in het regentschap Brebes van de provincie Midden-Java, Indonesië. Pengaradan telt 7947 inwoners (volkstelling 2010).